# لوئیس دیونی
لوئیس دیونی (انگلیسی: Loïs Diony؛ زادهٔ ۲۰ دسامبر ۱۹۹۲) بازیکن فوتبال اهل فرانسه است.
از باشگاه‌هایی که در آن بازی کرده‌است می‌توان به باشگاه فوتبال دیژون و باشگاه فوتبال نانت اشاره کرد.